# Княгор
Княгор — деревня в Кукморском районе Татарстана. Входит в состав Починок-Кучуковского сельского поселения.

## География
Находится в северо-западной части Татарстана на расстоянии приблизительно 8 км на юг по прямой от районного центра города Кукмор.

## История
Основана в XVIII веке. В советское время работали колхозы «У вий» и «Дружба». Население считалось языческим.

## Население
Постоянных жителей было: в 1859 году — 276, в 1897—450, в 1908—441, в 1920—408, в 1926—413, в 1938—397, в 1949—317, в 1958—326, в 1970—346, в 1979—343, в 1989—186, 161 в 2002 году (мари 95 %), 134 в 2010.